# Малопродаја
Малопродаја (трговина на мало) је продаја робе/услуга потрошачима ради задовољавања личних потреба или потреба домаћинства. Малопродаја је продаја добара или услуга, појединаца или предузећа крајњем кориснику. Малопродаје су део интегрисаног система који се зове ланац снабдевања. Оне купују производе у великим количинама од произвођача или од велепродаја, а затим их продају у мањим количинама крајњем кориснику. Трговина се може вршити било на фиксним локацијама (локалима, тезгама...) или онлајн.

## Основе
Пијаца је место где се размењују роба и услуге, при чему се врши продаја крајњим корисницима. Традиционално пијаца (итал. piazza – трг) је градски трг где су трговци постављали штандове и купци могли да разгледају и купују робу. Ова врста трговине је веома стара, али безброј таквих места је и даље у употреби широм света. У неким деловима света, у малопродајним пословима и даље доминирају мале породичне продавнице, али ово тржиште све више преузимају велики трговински ланци. Малопродаје се обично класификују према врсти производа као што следи:
- Прехрамбени производи
- Роба са дужим веком трајања – бела техника, електроника, намештај, спортска опрема, итд. Роба која се не истроши брзо и може се користити дужи временски период.
- Роба са краћим веком трајања или потрошни материјал - одећа, обућа, итд. Роба која се конзумира само једном или има ограничен период (обично до три године) у којем можете да је користите.

## Врсте малопродајних објеката
- Робне куће - веома велике продавнице које нуде велики асортиман робе. Често су специјализоване за одређен тип робе (намештај, алати...).
- Аутлет продавнице - често нуде широк спектар производа и услуга, али су углавном фокусиране на цену. Нуде широк асортиман робе по приступачним ценама.
- Специјализоване продавнице - обраћају пажњу на одређену категорију робе или услуга и пружају висок ниво услуга клијентима, у тој области. Pet-shop продавница која је специјализована за продају хране за псе би се могла сматрати као специјализована продавница.
- Опште продавнице - продавнице које снабдевају главне потребе за локалну заједницу. У суштини се налазе у стамбеним областима. Оне пружају ограничену количину робе са већим ценама од просечних. Ове продавнице су идеалне за хитне и непосредне куповине.
- Хипермаркети - пружају разноврсне и велике количине робе по ниским ценама.
- Супермаркети - продавнице самопослуживања које се углавном састоје од прехрамбених производа и ограничених количина непрехрамбених артикала.
- Тржни центри - имају низ малопродајних објеката на једном месту. И у њима се нуде производи, храна и забава под истим кровом.
- Електронска трговина (е-трговина) - купац може да тргује преко интернета или путем телефона и да му се роба испоручи на кућну адресу. Овакав вид куповине се још зове куповина из фотеље.
- Аутомати (за кафу, сокове, цигарете...) - ово су аутоматски електронски уређаји где корисници могу да убаце новац у машину и добију производ.

## Одређивање малопродајних цена
Најчешће коришћена техника одређивања малопродајне цене је додавањем марже на набавну цену. Маржа може бити одређени износ или у већини случајева одређени проценат. Друга техника одређивања малопродајне цене је препоручена малопродајна цена. То заправо значи да се производ продаје по цени коју је препоручио произвођач, а произвођач продавцу даје одређени рабат на цену (попуст) који представља зараду. У већини таквих случајева цена производа је одштампана на самом производу.

## Начини продаје робе
Постоји неколико начина на које потрошачи могу добити робу од продавца:
- Шалтерска продаја - где је роба ван домашаја купца и мора се добити од продавца. Овај тип малопродаје је уобичајен за мале скупе артикле (нпр. накит) или контролисане артикле попут лекова.
- Испорука - где се роба директно испоручује потрошачима на кућне адресе или радна места. Наручивање телефоном је сада уобичајено, било из каталога, новина, телевизијских реклама или локалних ресторана (посебно за испоруке пице). Директни маркетинг, укључујући телемаркетинг и телевизијске канале за куповину, се такође користе за наручивање робе преко телефонске линије.
- Продаја врата до врата - где продавац путује са робом за продају.
- Самопослуживање - где се роба може погледати и испитати пре куповине.

## Историја
Малопродајне пијаце постоје од давнина. Археолошки докази о трговини, вероватно укључујући системе размене, датирају више од 10.000 година уназад. Како су цивилизације расле, трампа је замењена малопродајом која је укључивала ковање новца. Сматра се да су се продаја и куповина појавили у Малој Азији (модерна Турска) око 7. миленијума пре нове ере. У старој Грчкој, пијаце су функционисале унутар агоре, отвореног простора на коме је, током пијачних дана, роба била изложена на простиркама или привременим тезгама. У старом Риму трговина се одвијала у форуму. Римски форум је вероватно био најранији пример сталног малопродајног излога. Недавна истраживања сугеришу да је Кина имала богату историју раних малопродајних система. Још од 200. п. н. е., кинеска амбалажа и брендирање су коришћени да сигнализирају породицу, називе места и квалитет производа, а употреба брендирања производа наметнутом од стране владе коришћена је између 600. и 900. године. Екарт и Бенгтсон су тврдили да је током династије Сонг (960–1127), кинеско друштво развило потрошачку културу, где је висок ниво потрошње био достижан за широк спектар обичних потрошача, а не само за елиту.
У средњовековној Енглеској и Европи било је релативно мало сталних радњи; уместо тога, купци су улазили у занатску радионице где су директно са трговцима разговарали о могућностима куповине. У насељенијим градовима, мали број продавница је почео да се појављује до 13. века. Изван великих градова, већина потрошачке куповине је вршена преко пијаца или сајмова. Сматра се да су се пијаце појавиле независно изван Европе. Велики базар у Истанбулу се често наводи као најстарија светска пијаца која непрекидно ради; његова изградња почела је 1455. Шпански конквистадори су одушевљено писали о тржиштима у Америци. У 15. веку, мексичко (азтечко) тржиште Тлателолко било је највеће у целој Америци.
До 17. века, сталне продавнице са редовнијим радним временом почеле су да замењују пијаце и сајмове као главне малопродајне објекте. Покрајински трговци су били активни у скоро сваком енглеском трговишту. Како је број радњи растао, оне су доживеле трансформацију. Елементи модерне радње, који су били потпуно одсутни у радњи из шеснаестог и раног седамнаестог века, постепено су уступили место ентеријерима продавница и излозима који су познатији савременим купцима. Пре осамнаестог века, типична малопродајна радња није имала пулт, витрине, столице, огледала, свлачионице, итд. Међутим, могућност да купац прегледа робу, додирне и осети производе почела је да буде доступна, са малопродајним иновацијама од краја 17. и почетком 18. века.